# Nacaduba mentawica
Nacaduba mentawica är en fjärilsart som beskrevs av Riley 1945. Nacaduba mentawica ingår i släktet Nacaduba och familjen juvelvingar. Inga underarter finns listade i Catalogue of Life.